# Sci di fondo agli VIII Giochi olimpici invernali - 10 km femminile
La competizione dei 10 km femminili di sci di fondo agli VIII Giochi olimpici invernali si è svolta il giorno 20 febbraio 1960 al McKinney Creek Stadium di Squaw Valley.

## Classifica
| Pos.    | Atleta                  | Nazione          | Tempo 5 km | Tempo Finale |
| ------- | ----------------------- | ---------------- | ---------- | ------------ |
| Oro     | Mariya Gusakova         | Unione Sovietica | 20'38"     | 39'46"6      |
| Argento | Ljubov' Kozyreva        | Unione Sovietica | 20'15"     | 40'04"2      |
| Bronzo  | Rad'ja Erošina          | Unione Sovietica | 20'51"     | 40'06"0      |
| 4       | Alevtina Kolčina        | Unione Sovietica | 20'30"     | 40'12"6      |
| 5       | Sonja Edström           | Svezia           | 21'11"     | 40'35"5      |
| 6       | Toini Pöysti            | Finlandia        | 21'11"     | 40'41"9      |
| 7       | Barbro Martinsson       | Svezia           | 21'34"     | 41'06"2      |
| 8       | Irma Johansson          | Svezia           | 21'31"     | 41'08"3      |
| 9       | Krăstana Stoeva         | Bulgaria         | 21'33"     | 41'44"0      |
| 10      | Britt Strandberg        | Svezia           | 22'13"     | 42'06"8      |
| 11      | Eeva Ruoppa             | Finlandia        | 22'06"     | 42'12"8      |
| 12      | Rita Czech-Blasl        | Germania         | 22'21"     | 42'29"0      |
| 13      | Stefania Biegun         | Polonia          | 22'03"     | 42'45"2      |
| 14      | Józefa Czerniawska      | Polonia          | 22'29"     | 42'45"5      |
| 15      | Siiri Rantanen          | Finlandia        | 21'37"     | 42'52"7      |
| 16      | Renate Borges           | Germania         | 23'03"     | 43'46"1      |
| 17      | Eva Hög                 | Finlandia        | 22'54"     | 44'05"0      |
| 18      | Sonnhilde Hausschild    | Germania         | 22'53"     | 44'14"6      |
| 19      | Nadezhda Vasileva       | Bulgaria         | 23'09"     | 44'32"8      |
| 20      | Anna Krzeptowska        | Polonia          | 23'30"     | 44'36"1      |
| 21      | Helena Gąsienica Daniel | Polonia          | 23'46"     | 45'08"2      |
| 22      | Roza Dimova             | Bulgaria         | 23'52"     | 45'45"8      |
| 23      | Magdolna Bartha         | Ungheria         | 24'43"     | 47'23"2      |
| -       | Christa Göhler          | Germania         | Rit.       | Rit.         |